# Sozialisation
Dieser Artikel wurde auf der Qualitätssicherungsseite des Portals Soziologie eingetragen. Dies geschieht, um die Qualität der Artikel aus dem Themengebiet Soziologie auf ein akzeptables Niveau zu bringen. Hilf mit, die inhaltlichen Mängel dieses Artikels zu beseitigen, und beteilige dich an der Diskussion. (Artikel eintragen)
Sozialisation (lateinisch sociare ‚verbinden‘) wird im Handbuch der Sozialisationsforschung von Klaus Hurrelmann u. a. definiert als „Prozess, durch den in wechselseitiger Interdependenz zwischen der biopsychischen Grundstruktur individueller Akteure und ihrer sozialen und physischen Umwelt relativ dauerhafte Wahrnehmungs-, Bewertungs- und Handlungsdispositionen entstehen“. Sozialisation ist demnach die Anpassung an gesellschaftliche Denk- und Gefühlsmuster durch Internalisation (Verinnerlichung) von sozialen Normen.

## Nähere begriffliche Eingrenzung
Sozialisation ist ein sozialwissenschaftlicher Begriff. Er bezeichnet zum einen die Entwicklung der Persönlichkeit aufgrund ihrer Interaktion mit einer spezifischen, materiellen und sozialen Umwelt, zum anderen die sozialen Bindungen von Individuen, die sich im Zuge sozialisatorischer Beziehungen konstituieren. Sie umfasst sowohl die absichtsvollen und planvollen Maßnahmen (Erziehung), als auch die unabsichtlichen Einwirkungen auf die Persönlichkeit. Außerdem gehören Schulen (siehe auch: Schulische Sozialisation), Ausbildungen wie auch Sport- und Kulturaktivitäten dazu.
Sozialisationsprozesse bewirken demnach, dass im sozialen Zusammenleben Handlungsbezüge (Vergemeinschaftung) und Handlungsorientierungen (soziale Identität) entstehen, auf die sich Individuen in ihrem sozialen Handeln beziehen. Daraus ergibt sich auch die Tendenz von Individuen, sich entsprechend den jeweils geltenden Normen, Werten und Werturteilen der Gesellschaft zu verhalten.
Wenn die Sozialisation erfolgreich im Sinne des jeweiligen Umfeldes verläuft, verinnerlicht das Individuum die sozialen Normen, Wertvorstellungen, Repräsentationen, aber auch zum Beispiel die sozialen Rollen seiner gesellschaftlichen und kulturellen Umgebung. Berger und Luckmann schrieben: „Als ‚erfolgreiche Sozialisation‘ sehen wir ein hohes Maß an Symmetrie von objektiver und subjektiver Wirklichkeit (und natürlich Identität) an. Umgekehrt muss demnach ‚erfolglose Sozialisation‘ als Asymmetrie zwischen objektiver und subjektiver Wirklichkeit verstanden werden.“
Im Laufe der 1970er-Jahre entwickelte sich eine interdisziplinäre, bewusst auf die Integration verschiedener disziplinärer Ansätze ausgerichtete Sozialisationstheorie. Diese Konzeption wurde in Deutschland zum ersten Mal 1980 im Handbuch der Sozialisationsforschung (Hurrelmann und Ulich 1980) einem größeren Fachpublikum präsentiert. Unter den 34 Wissenschaftlern, die Beiträge für das Handbuch schrieben, waren Soziologen, Psychologen und Pädagogen zu gleichen Anteilen vertreten.

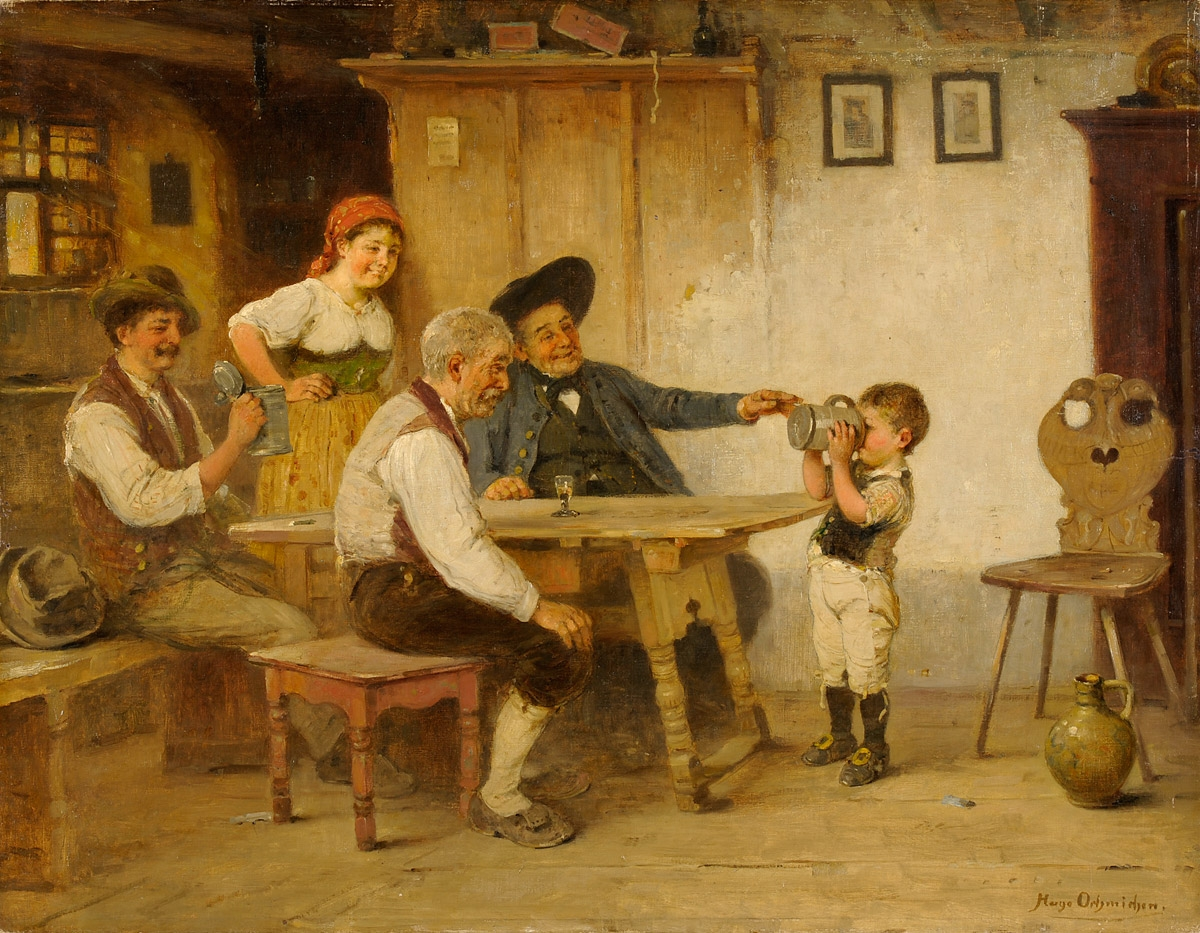
Beispiel einer Sozialisation aus der Genremalerei: Der erste Schluck, Gemälde von Hugo Oehmichen

## Definition von Sozialisation
Sozialisation bezeichnet die Gesamtheit all jener durch die Gesellschaft vermittelten Lernprozesse (u. a. das Benehmen), in denen das Individuum in einer bestimmten Gesellschaft (Übertragung von Bräuchen usw.) und ihrer Kultur sozial handlungsfähig wird – also am sozialen Leben teilhaben und an dessen Entwicklung mitwirken kann. Sozialisation ist somit ein lebenslanger Prozess. Gruppen, Personen und Institutionen, welche die sozialen Lernprozesse des Individuums steuern und beeinflussen, bezeichnet man als Sozialisationsinstanzen. Diese Definition berücksichtigt, dass sich Sozialisation aus dem Zusammenleben von Menschen (Generationenbeziehungen) konstituiert und sich in spezifischen Befähigungen individueller Akteure, aber auch in der Art und Weise ihrer Beziehungsgestaltung äußert.
Inzwischen haben Klaus Hurrelmann und Ullrich Bauer diese Diskussion weitergeführt. Sie bezeichnen als Sozialisation „die Persönlichkeitsentwicklung eines Menschen, die sich aus der produktiven Verarbeitung der inneren und äußeren Realität ergibt. Die körperlichen und psychischen Dispositionen und Eigenschaften bilden für einen Menschen die innere Realität, die Gegebenheiten der sozialen und physischen Umwelt die äußere Realität. Die Realitätsverarbeitung ist produktiv, weil ein Mensch sich stets aktiv mit seinem Leben auseinandersetzt und die damit einhergehenden Entwicklungsaufgaben zu bewältigen versucht. Ob die Bewältigung gelingt oder nicht, hängt von den zur Verfügung stehenden personalen und sozialen Ressourcen ab. Durch alle Lebens- und Entwicklungsphasen zieht sich die Anforderung, die persönliche Individuation mit der gesellschaftlichen Integration in Einklang zu bringen, um die Ich-Identität zu sichern.“
Klaus Hurrelmann hat aus diesen Überlegungen heraus den Begriff so definiert, dass er die Annahme des Wechselspiels von gesellschaftlichen Umwelt- und angeborenen Individualfaktoren als festen Bestandteil enthält. In der Einführung in die Sozialisationstheorie wird folgende Definition vorgenommen: „Sozialisation bezeichnet […] den Prozess, in dessen Verlauf sich der mit einer biologischen Ausstattung versehene menschliche Organismus zu einer sozial handlungsfähigen Persönlichkeit bildet, die sich über den Lebenslauf hinweg in Auseinandersetzung mit den Lebensbedingungen weiterentwickelt. Sozialisation ist die lebenslange Aneignung von und Auseinandersetzung mit den natürlichen Anlagen, insbesondere den körperlichen und psychischen Grundlagen, die für den Menschen die innere Realität bilden, und der sozialen und physikalischen Umwelt, die für den Menschen die äußere Realität bilden.“
Die aktive Rolle jedes einzelnen Menschen hierbei, verstanden als die „lebenslange Aneignung und Auseinandersetzung“ ist für Hurrelmann ein wichtiger Bestandteil der Definition, denn sie schließt die Vorstellung aus, Sozialisation sei anpassungsmechanistisch der Erwerb eines gesellschaftlich erwünschten Repertoires von vorgegebenen Verhaltensweisen und Orientierungen. Die Persönlichkeitsentwicklung eines Menschen wird vielmehr als eine in ihren Grundmerkmalen aktive und prozesshafte Form der Auseinandersetzung mit den inneren Anforderungen von Körper und Psyche und den äußeren Anforderungen von sozialer und dinglicher Umwelt konzipiert. Um diesen Charakter in einem Wort zum Ausdruck zu bringen, hat Hurrelmann sie als „produktiv“ bezeichnet. Das Wort produktiv wird nicht als ein wertender, sondern beschreibender Begriff verwandt. Der Begriff soll ausdrücken, dass es sich bei der individuell je spezifischen Verarbeitung der inneren und der äußeren Realität um aktive und agentische Prozesse handelt, bei denen ein Individuum eine individuelle, den eigenen Voraussetzungen und Bedürfnissen angemessene Form wählt. Die Verarbeitung ist produktiv, weil sie sich aus der jeweils flexiblen und individuell kreativen Anpassung der inneren und der äußeren Bedingungen ergibt.
Zusammengefasst bezeichnet Klaus Hurrelmann Sozialisation als „produktive Realitätsverarbeitung“, und zwar als Verarbeitung sowohl der inneren Realität von Körper und Psyche als auch der äußeren Realität von sozialer und physischer Umwelt.

## Sozialisationstheorien
Sozialisationstheorien bilden die Grundlage für das Sozialisationsverständnis. Im Sozialisationsverständnis lassen sich zwei Traditionen unterscheiden, die heute noch sehr populär und verbreitet sind, aber vor allem wegen ihrer Einseitigkeit heute in der Wissenschaft abgelehnt werden.
Die erste Tradition (Psychologische Theorien) „erklärt die menschliche Entwicklung aus dem Organismus des Menschen heraus und misst der Umwelt einen geringen Stellenwert bei“ (Nestvogel). Dazu zählen „reifungstheoretische, organistische, anlagenorientierte, essentialistische, biologistisch-rassistische Ansätze“. (Nestvogel)
Die zweite Tradition (Soziologische Theorien) sieht Sozialisation als einen vorrangig durch die Gesellschaft gesteuerten normativen Prozess „als Mittel zur Integration“. Hierzu zählen „sozialdeterministische, strukturfunktionalistische, mechanische, prägungstheoretische Ansätze“ (Nestvogel). Grundlage sind hier die Menschenbilder, nach denen die ungeformte „rohe“ menschliche Natur sich den Bedürfnissen der jeweiligen Gesellschaften anpassen müsse. Hobbes spricht hier von „zähmen“, Spencer und Darwin meinten anpassen, und Durkheim spricht davon, „dem eben geborenen egoistischen und asozialen Wesen ein anderes Wesen hinzuzufügen, das imstande ist, ein soziales und moralisches Leben zu führen“. Parsons ging es bei seinem Sozialisationsverständnis darum, „Verhaltensmaßstäbe und Ideale der Gruppe in sich aufzunehmen“ und „die Bereitschaft zur Erfüllung eines spezifischen Rollentyps innerhalb der Struktur der Gesellschaft“ zu entwickeln.
Dagegen betrachten neuere und zurzeit wissenschaftlich relevante Traditionslinien die Sozialisation „als 'Entwicklung im Kontext' (systemtheoretisch-ökologische und reflexiv-handlungstheoretische Ansätze)“.
Sozialisationstheorien unterscheiden sich in ihrer Funktion zwischen affirmativen oder deskriptiven Theorien und kritischen Theorien sowie dekonstruktivistischen Theorien. Affirmative Theorien fragen danach, welcher Sozialisationstyp gebraucht wird. Deskriptive Theorien fragen und forschen danach, welchen Sozialisationstyp eine bestehende Gesellschaft erzeugt und beziehen im Gegensatz zu kritischen Theorien Kategorien wie Macht, Ungleichheit, Herrschaft und Gewalt nicht mit ein. Dekonstruktivistische Theorien verwerfen die Möglichkeit neutraler oder objektiver Wissenschaft und beziehen daher die Perspektive, aus der heraus geforscht wird, kritisch mit ein.

## Die Bedeutung eines sozialen Umfeldes für den Menschen
Pflanzliche und tierische Organismen sind auf geradezu perfekte Weise in ihre jeweiligen natürlichen Umgebungen eingepasst. Demgegenüber erscheint der Mensch höchst unzulänglich darauf vorbereitet, sich in einer natürlichen Umgebung zu behaupten. Morphogenetisch unfertig, organisch unspezialisiert, weitgehend ohne funktionsfähige Instinkte und eine lebensdienliche Bewegungsarchitektur, benötigt er besondere Rahmenbedingungen, um überlebensfähig zu werden. Zu den wichtigsten dieser Rahmenbedingungen gehört ein besonderes soziales Umfeld, aus dem heraus er seine Lebensfähigkeit entfalten und entwickeln kann.
Für den neu geborenen Menschen besteht sein soziales Umfeld anfangs aus einem kleinen Kreis von Personen, die sich um ihn kümmern sowie aus deren Lebensumständen. Die um ihn gruppierten Personen bilden – von ihm zunächst ganz unabhängig – bereits miteinander ein vielschichtiges Beziehungsgeflecht aus abgeglichenen Lebensanschauungen und erprobten Umgangsformen. Dieses Geflecht ist seinerseits eingewoben in andere, zum Teil umfassendere soziale Netzwerke. Jede der Personen hat zudem ihr eigenes Leben aus einem solchen sozialen Umfeld heraus begonnen, wie nun das Neugeborene.
Diese sozialen Netzwerke sind nicht zu trennen von den jeweiligen Lebensumständen, in die sie eingebettet sind. Sie gründen zwar, wie bei allen anderen Lebewesen, auf natürlichen Gegebenheiten, bestehen indessen größtenteils aus Techniken und Einrichtungen der Lebensbewältigung, die die Menschen erst aus jenen Gegebenheiten und in fortdauernder Auseinandersetzung mit ihnen über viele Generationen hinweg herausgearbeitet, tradiert und weiter entwickelt haben. Sie prägen einerseits nachhaltig das Leben des Einzelnen und seine sozialen Beziehungen; auf der anderen Seite bleiben sie Gegenstand menschlicher Gestaltung und Veränderung.

## Institutionalisierung menschlicher Lebensweisen
Die fortwährende Auseinandersetzung des Menschen mit seiner Umgebung stabilisiert sich institutionell zu artspezifischen Lebensformen und -anschauungen durch Gewöhnung. Jedes Tun, das häufig wiederholt wird, verfestigt sich zu einem Muster, das unter Einsparung von besonderer psychischer Anspannung und physischer Kraft reproduziert werden kann und dabei vom Handelnden als zweckmäßiges Handlungsmuster aufgefasst wird. In diesem Prozess kristallisieren sich zugleich aus dem an sich übergangslosen Kontinuum der Welt bestimmte Erscheinungen heraus und gewinnen Kontur und Bedeutung als Gegenstände und Geschehnisse, auf die das Tun sich richtet. Der Vorteil selektierender Wahrnehmung und gewohnheitsmäßigen Tuns liegt in einer Begrenzung zahlloser möglicher Sicht- und Reaktionsweisen auf wenige – oder gar nur eine einzige – in der Regel bewährte, d. h. lebensdienliche Verhaltensweisen. Gewöhnung sorgt damit für eben die Richtung und Spezialisierung, Lebenssachverhalte zu erfassen und auf sie gezielt zu reagieren, die der biologischen Ausstattung des Menschen fehlen. Indem sie ihn davon entlastet, jede Situation von neuem Schritt für Schritt analysieren und durch Entscheidungen bestimmen zu müssen, und so etwas wie eine Basis schafft, auf der sich menschliches Handeln vollzieht, spart sie das Freisetzen von Energien für Gelegenheiten auf, die einer richtungsbestimmenden Entscheidung bedürfen.
Der Übergang von individuell durch Gewöhnung verfestigten Betrachtungsweisen und entlastetem Handeln zur Institutionalisierung von menschlichen Lebensformen beginnt, wenn sich Menschen in ihrem Verhalten gegenseitig aufeinander einstellen. Zur Basis der Verständigung werden dabei Übereinkünfte über Andeutungen, Zeichen, die schließlich in Sprache einmünden und die von allen Beteiligten in gleicher Weise verwendet und aufgefasst werden. „Die einzelne Handlung des einen ist für den anderen nicht mehr Quelle der Verwunderung oder drohender Gefahr. Stattdessen nimmt vieles, was vor sich geht, für beide die Trivialität dessen an, was beider Alltagsleben sein wird. […] Sie sparen Zeit und Kraft nicht nur für beliebige äußere Aufgaben, die sie getrennt oder gemeinsam haben, sondern für ihre gesamte seelische Ökonomie. Ihr Zusammenleben hat nun in einer ständig sich erweiternden Welt der Routinegewissheit seine Form gefunden.“ Dieser Vorgang vollzieht sich ähnlich beim Umgang zwischen Einzelnen und Gruppen sowie zwischen Gruppen oder größeren Personengesamtheiten. Kennzeichnend ist dann, dass die jeweiligen Personengesamtheiten bestimmte gruppenspezifische Anschauungen und Routinen des Verhaltens teilen; die diesen Anschauungen und Verhaltensweisen zugrunde liegenden Typisierungen sind Allgemeingut der jeweiligen Gruppe.
Über eine gewisse Zeit hinweg etablierte gemeinsame Anschauungen und Routinen des Handelns wirken selbstbestätigend und haben die Tendenz zu Dauer und Bestand. Sie erreichen damit mehr und mehr eine überindividuelle, unabhängig vom einzelnen Subjekt bestehende Gegenständlichkeit, Objektivität. Das gilt vor allen Dingen für die Anschauungen und Routinen, die bereits, als von vorangegangenen Generationen übernommen, selbstverständlich geworden sind und damit schon längst als Institutionen den Charakter historischer und objektiver Wirklichkeit haben.
Dem gegenüber bleiben Betrachtungsweisen und Routinen, die innerhalb einer Generation oder auch individuell entwickelt worden sind, für diejenigen, die ihnen Gestalt gegeben haben, leichter veränderbar. Auch diese Möglichkeit schwindet jedoch, wenn eine neue Generation hinzukommt, die deren Zustandekommen nicht mehr selbst erlebt und gestaltet hat. Für sie sind diese anfänglich auch gar nicht als Konvention reflektierbaren Routinen Teil einer ihnen objektiv gegenübertretenden Wirklichkeit. Das wirkt gleichsam wie ein Spiegelreflex auf die Elterngeneration zurück: Zur Wirklichkeit der 'natürlichen' Gegebenheiten der Welt treten so – und dies an die Stelle artspezifischer Umwelten anderer Lebewesen – die zu Institutionen verdichteten Anschauungs- und Handlungsroutinen einer ‚sozialen‘, einer ‚gesellschaftlichen‘ Wirklichkeit. Die institutionalisierten Anschauungs- und Handlungsroutinen schlagen sich zudem in Techniken des Umganges mit den Gegebenheiten der natürlichen Umgebung des Menschen nieder. Sie ersetzen die ihm weitestgehend fehlenden Instinkte, die alle anderen Lebewesen in ihre jeweilige Umwelt einpassen. Sie sind für ihn die Instrumente, mit denen er sich die für ihn an sich unwirtliche Umgebung für sich erst passend macht.

## Sozialisationsprozess
Sozialisation ist ein Prozess, der nie abgeschlossen ist. Im Zentrum steht die Entwicklung der menschlichen Persönlichkeit sowie der sozialen Beziehungen einer Person. Zur Persönlichkeit gehört einerseits die Individualität, die den Einzelnen von allen Anderen unterscheidet, andererseits die Intersubjektivität, die die Mitglieder einer Gesellschaft oder Gemeinschaft miteinander teilen (z. B. Werte, Normen, soziale Rollen).
Über sein soziales Umfeld wird der unfertige Mensch in eine Welt eingepasst, in der und aus der heraus er leben kann. Es ist ein aus natürlichen Gegebenheiten jeweiliger Umgebungen von Menschen bereits herausgearbeitetes Gebilde aus Anschauungen, Einrichtungen und Lebensformen. Sie bilden die Werkzeuge, mit denen sie ihre jeweilige Umgebung gedeutet und für sich passend gemacht haben. Um selbst lebensfähig zu werden, muss der neugeborene Mensch lernen, mit diesen Werkzeugen umzugehen, sie zu gebrauchen. Die Einpassung des unfertigen Menschen in diese Welt vollzieht sich in einem Prozess des Verinnerlichens von Anschauungsweisen und Formen der Lebensbewältigung, die ihm durch die Menschen geboten werden, welche ihn – das zunächst noch ganz hilflose Geschöpf – unmittelbar umgeben. Verinnerlichen bedeutet, seine Umgebung Schritt für Schritt so zu erfassen, zu deuten und zunehmend auch zu handhaben, wie sie von den Menschen seiner unmittelbaren Umgebung aufgefasst, gedeutet und gehandhabt wird. Der junge Mensch lernt, die Welt mit Augen seiner Mitmenschen zu sehen, mit ihren Begriffen zu ordnen und zu gliedern, mit ihren Emotionen und Bewertungen auf ihre Erscheinungen zu reagieren und sich ihre Techniken des Umganges mit den Gegebenheiten dieser Welt anzueignen. Mit einem Wort, er übernimmt sukzessive eine Welt, in der die ihn unmittelbar umgebenden anderen Menschen schon leben. Dass diese Welt nur eine von unzähligen anderen menschlichen Lebenswelten ist, bleibt ihm zunächst verborgen. In ein bestimmtes soziales Umfeld hineingeboren, gibt es für ihn vorerst nur dieses. Es ist der Ort, um den herum sich für ihn die übrige Welt entfaltet und von dem aus sie ihm erschlossen wird. Es ist für ihn die Welt schlechthin. Erst in einer späteren Lebensphase wird für ihn erkennbar, dass es auch ganz andere Lebenswelten gibt, dass die eigene nur das Ergebnis eines Bündels von Zufälligkeiten ist und dass es sogar – wenn auch immer von einer nicht mehr reversiblen, schicksalhaften Ausgangsbasis aus – unterschiedliche Optionen für die Gestaltung der eigenen Lebenswelt gibt.
Es wird vor allem die primäre und die sekundäre Sozialisation unterschieden.

### Primäre Sozialisation
Mit der primären Sozialisation werden die Fundamente für die noch ausstehende Einpassung des Menschen in die Welt gelegt, in der und aus der heraus er zu leben hat. Mit ihr wird eine Grundausstattung an Lebens- und Weltwissen vermittelt, die ein Mensch braucht, um in seiner Umgebung Fuß zu fassen. Die mit der primären Sozialisation zu leistende schrittweise Verinnerlichung der Anschauungsweisen und Lebensformen seines sozialen Umfeldes durch den neuen Erdenbürger ist an Voraussetzungen gebunden, die anfangs nur ganz wenige Personen erfüllen können.
Erste und wichtigste Bedingung ist eine vertrauensvolle Bindung (Urvertrauen) des Neugeborenen an Menschen, die ihren Zugang zur Welt bereits gefunden haben. Dem sensorischen Entwicklungsstand des Neugeborenen entsprechend ist diese Bindung noch nahezu ausschließlich auf emotionales Wohlbefinden gegründet. Sie bildet sich deshalb am leichtesten zwischen ihm und der Mutter aus, der Person, die ihm ihrerseits schon durch die Schwangerschaft gefühlsmäßig am engsten verbunden ist. In und bei ihr kann es sich mit seinen elementaren vitalen Bedürfnissen nach Wärme, Nahrung, Zuwendung und Pflege am geborgensten fühlen. Die Bindung an weitere Menschen hängt dann gleichermaßen davon ab, inwieweit sie zum Wohlbefinden des Neugeborenen beizutragen vermögen.
Eine weitere wichtige Voraussetzung für den Verinnerlichungsprozess sind Dauer und Beständigkeit der Bindung. Da der neue Erdenbürger anfangs noch über keinerlei abstrahierende Begrifflichkeiten verfügt, mit denen er die auf ihn eindringende Fülle der Erscheinungen für sich ordnen und gliedern könnte, muss sich das, was offenbar für ihn Bedeutung haben soll, erst aus dem wiederholten Umgang seiner Bezugspersonen mit diesen Erscheinungen allmählich herauskristallisieren. Dieses Begreifen braucht Zeit und es gelingt auch nur, wenn das Verhalten der Bezugspersonen gegenüber gleichen Erscheinungen auch einigermaßen gleich bleibt.
Die innere Bereitschaft, institutionalisierte Anschauungsweisen und Lebensformen zu verinnerlichen, erwächst aus einer Identifizierung des Kleinkindes mit seinen nächsten Bezugspersonen. Das ermöglicht es ihm, regt es aber auch dazu an, die Welt in einer Weise aufzufassen, zu deuten, sich zu ihr zu stellen und sie schließlich so zu handhaben, wie seine Bezugspersonen dies tun.
Dies führt dann zu einem weiteren sehr wichtigen Schritt der primären Sozialisation des Kindes. Indem es die Formen der Anschauungen seiner Bezugspersonen über und deren Umgangsweisen mit der Welt übernimmt, findet es nicht nur seinen Zugang zur Welt, in der es zu leben hat, sondern darüber hinaus auch einen neuen Zugang zu sich selbst. Wenn es also die Welt mit ihren Augen zu sehen lernt, wird es durch sie auch seiner selbst als Gegenstand ihrer emotionalen wie tätigen Zuwendung gewahr. Zu den Eindrücken, Empfindungen und Bedürfnissen, die es unmittelbar in sich selbst verspürt, erfährt es sich dabei als das, was die Menschen, die es umgeben, in ihm sehen. Und während es auch dies verinnerlicht, wird es unversehens auch zu dem, was diese in es hineinlegen.
Mit diesen Zuschreibungen erhält das Kind im Rahmen seiner primären Sozialisation von seinen Bezugspersonen schließlich einen ganz bestimmten Platz und eine spezifische Rolle in dem sozialen Umfeld zugewiesen, aus dem heraus es die Welt erfährt. Es lernt sich dabei als eine Person kennen, die in unterschiedlichen Beziehungen zu anderen Personen seines sozialen Umfeldes steht und an das Rollenerwartungen geknüpft werden, die es erfüllen soll (Herausbildung einer eigenen Identität).

### Sekundäre Sozialisation
Sind mit der primären Sozialisation die Fundamente für die Einpassung des Menschen in seine Welt gelegt, steht er vor der Aufgabe, aus seinem Leben etwas zu machen, es konkret zu gestalten. Diese Aufgabe muss er in Auseinandersetzung mit einer Welt aufnehmen, die außerhalb des Rahmens des primären Sozialisationsumfeldes liegt. Den in dieser Auseinandersetzung sich vollziehenden Prozess bezeichnet man als sekundäre Sozialisation.
In komplexen, arbeitsteiligen Gesellschaften ist die Welt, mit der der Einzelne sich auseinanderzusetzen hat, in eine Vielzahl von miteinander verzahnten und verschachtelten Lebens- und Arbeitswelten aufgefächert, deren jede durch ganz spezifische Anforderungen sowie spezielles Wissen und Können geprägt ist: Lehrer kümmern sich um Bildung, Ärzte und Fachpflegepersonal um die Gesundheit, Bauern und ihnen nachgelagerte Industrien um die Herstellung von Nahrungsmitteln, Händler um deren Verteilung, Handwerker um den Bau von Häusern und die Reparatur von Wasserleitungen, Soldaten um die Verteidigung des Landes, Richter um die Befriedung von Rechtsstreitigkeiten, Müllwerker um die Beseitigung des täglichen Abfalls – und so weiter. Sekundäre Sozialisation ist demzufolge die Verinnerlichung solcher, durch Arbeits- oder Funktionsteiligkeit bedingter institutionaler „Subwelten“. Sie besteht im Erwerb von rollenspezifischem Wissen und Können und „erfordert das Sich-zu-eigen-Machen eines jeweils rollenspezifischen Vokabulars. Die ‚Subwelten‘, die mit der sekundären Sozialisation internalisiert werden, sind partielle Wirklichkeiten im Kontrast zur 'Grundwelt', die man in der primären Sozialisation erfasst“.
Über die primäre und die sekundäre Sozialisation wird der in die Welt noch weitestgehend einpassungsbedürftige Mensch zunehmend in Routinegewissheiten der Anschauung und der Bewertung der Welt sowie seines Verhaltens ihr gegenüber stabilisiert. Anders als bei den instinktiv fixierten Adaptionsmechanismen anderer Lebewesen bleiben diese Routinegewissheiten aber modifizierbar. Dies gilt nicht so sehr für die mit der primären Sozialisation erworbenen Routinegewissheiten, die in besonderem Maße emotional verankert und intellektueller Reflexion schwerer zugänglich sind, weil sie zumeist als alternativlos verinnerlicht werden. Aus dieser Haut kommt der Mensch deshalb nur noch sehr schwer heraus. Umso mehr indessen gilt das für die mit der sekundären Sozialisation aufgenommenen Anschauungs-, Bewertungs- und Verhaltensweisen, die vielfach mit der Erkenntnis verinnerlicht werden, dass es auch andere Lebensmöglichkeiten gibt, auch wenn sie für den Einzelnen nicht unbedingt erreichbar sind oder sonst in Betracht kommen. Menschen können ihr Verhältnis zur Welt also verändern; sie bleiben in der Lage, neue Rollen zu übernehmen und in ihnen andere Anschauungen, Bewertungen und Verhaltensmuster zu verinnerlichen als die, die sie bis dahin geleitet haben. Je länger der Einzelne in eine der Subwelten eingebunden ist, je anhaltender die wiederkehrenden Erfahrungen sind, die er dort macht, desto stärker lagern sich diese adaptiven Präferenzen als nicht mehr angezweifelte Gewissheiten ab, die seine Weltsicht bestimmen. Diese Sedimentierung erklärt zu einem guten Teil, warum Menschen in vorgerücktem Alter in ihren Anschauungen, Bewertungen und Verhaltensweisen immer starrer werden und ihre Sensibilität für andere Sichtweisen abnimmt.

### Weitere Sozialisation
Die Tertiäre Sozialisation findet im Erwachsenenalter statt und bezeichnet die Anpassung, die ein Individuum in Interaktion mit seiner sozialen Umwelt ständig vornimmt, d. h. der Mensch lernt Verhaltensweisen neu oder er verlernt Verhaltensweisen und Denkmuster, die er in früheren Jahren angenommen hat, da sie jetzt ihre Bedeutung verloren haben. Im Beruf und mit der Gründung einer Familie übernimmt er Verpflichtungen und erbringt Leistungen, die dem Funktionieren und Überleben der Gesellschaft dienen.
Die Quartäre Sozialisation findet im höheren Lebensalter statt. Die Gesellschaft hat spezielle Erwartungen an ältere Menschen. Das Individuum muss sich in neue Lebenssituationen und Lebenszusammenhänge einfinden, die typisch für diese Lebensphase sind, wie der Umzug ins Heim oder pflegebedürftig zu werden.

## Sozialisation als Beziehungsgestaltung
Die Sozialisation in einer Beziehung äußert sich in zwei Ausdrucksmodalitäten:
1. in den Persönlichkeitseigenschaften und
2. in den Prozessen des Zusammenlebens

Seit den 1960er Jahren liegt der Schwerpunkt der Sozialisationsforschung in der Bezugnahme auf die Entwicklungspotenziale und Handlungsoptionen einzelner Akteure (vgl. Klaus Hurrelmann u. a. 1998). Die starke Fokussierung auf das Subjekt mündete jedoch in einer Engführung, die eine Ausblendung von sozialen Gestaltungsprozessen zur Folge hatte, die durch das Zusammenleben selbst entstehen.
Indem die Sozialisationsforschung die Prozesse des Zusammenlebens als zweite Dimension mit einschließt, ist es ihre Aufgabe, sich nicht nur auf die zentralen Aspekte der Persönlichkeitsentwicklung zu konzentrieren, sondern zudem einen Schwerpunkt auf die Analyse der konkreten zwischenmenschlichen Beziehungsgestaltung zu setzen. Diese äußert sich in Prozessen der Entstehung von individuellem Handlungswissen und einer allgemeinen Handlungsorientierung. Als grundlegend für die Annahme dieser Perspektive von Sozialisation ist die Tatsache zu betrachten, dass Sozialisation Interaktion voraussetzt und auf anthropologische, bio-psycho-soziale Dispositionen des Menschen zur Reflexion, zur Koordination und zur Verständigung baut.
Sozialisation ist in Bezug der hier beschriebenen Erweiterung durch die Dimension der gemeinsamen Handlungspraxis und der hier entstehenden Wissensgenese demnach als „eine soziale Praxis zu bestimmen, die sich durch das Zusammenleben von Menschen etabliert, wobei Erfahrungen, Fertigkeiten und Wissen zwischen den Menschen ausgetauscht und kultiviert werden“ (vgl. Matthias Grundmann 2006).

## Humanisation
Der Sozialanthropologe Dieter Claessens stellt in Familie und Wertsystem heraus, dass eine 'gelingende' „Sozialisation“ einer vorausgehenden gelungenen Humanisation bedürfe, in der das Neugeborene im ersten Lebensjahr (post-uterinen Frühjahr) ein Urvertrauen gewinne (oder eben nicht gewinne), soziale Lehren für sich zu akzeptieren (Siehe auch: Geburt).
Mittlerweile ist auch durch aktuelle anthropologische und entwicklungsgenetische Studien belegt, dass Sozialisation als eine gattungsspezifische Form der Lebensbewältigung anzusehen ist. Diese beschränkt sich allerdings nicht allein auf die Fähigkeit zur „Humanisation“, sondern viel grundlegender auf die Erkenntnisfähigkeit, wie sie zum Beispiel in der Wahrnehmung und Deutung reziproker Handlungsdisposition begründet ist.

## Sozialisation und Erziehung
Sozialisation gilt in der Erziehungslehre als ein Didaktisches Prinzip, das im Verbund mit seinem Pendant, der Individuation, das unterrichtliche Geschehen als längerfristige Zielvorgabe maßgeblich bestimmen sollte:
Ausgehend von dem Doppelverständnis des Menschen als Individualwesen und Sozialwesen, hat Erziehung auftragsmäßig einerseits zur Entwicklung einer unverwechselbaren Persönlichkeit des Heranwachsenden beizutragen, der in die Lage versetzt werden soll, nach Maßgabe der mitgebrachten Anlagen, Bedürfnisse und Möglichkeiten die eigene Bestimmung zu finden und entsprechend ein selbstbestimmtes eigenständiges Leben zu führen. Andererseits ist von Bedeutung, dass die Einzelpersönlichkeit in einer und mit einer Gemeinschaft anderer Individuen aufwächst, die ihr mit teilweise widersprechenden Interessen und Forderungen begegnen und mit denen es gilt, einen Interessenausgleich zu suchen, um ein friedfertiges gemeinsames Leben gestalten zu können. Beide Forderungen müssen didaktisch miteinander in Einklang gebracht werden.

### Historisches
In den 1970er Jahren entbrannte ein heftiger Streit darüber, welcher Erziehungsstil die Sozialisation als Bildungsaufgabe am besten gewährleisten könne. So entstanden, inzwischen im wissenschaftlichen Diskurs überlebte, z. T. ideologisch getönte Vorschläge und Experimentalformen wie der autoritäre und sein Gegenpol, der antiautoritäre oder der politisch orientierte sogenannte demokratische Führungsstil, aber auch lehrtechnisch alternative Unterrichtsformen wie der lehrerzentrierte oder der schülerzentrierte Unterricht.
Eine verbindende und sich im modernen Unterricht weithin durchgesetzte Vermittlungsform, mit der das didaktische Prinzip der Sozialisation ideologiefrei gefördert werden sollte, ist der von Reinhard und Anne-Marie Tausch 1979 in die Unterrichtslehre eingeführte sogenannte Sozialintegrative Unterrichtsstil. Mit diesem Führungsstil werden die Lernenden aus ihrer Vereinzelung geholt, wird das Miteinander der Lehrenden und Lernenden, werden ihre Kommunikations- und Kooperationspotenziale ins Zentrum der Lernprozesse gerückt.

### Beispiel Verkehrspädagogik
Die Verkehrspädagogik von heute ist kein Unfallverhütungsfach mehr. Sie versteht sich vielmehr entsprechend ihrem Kernbegriff („Verkehren“ als „Miteinander umgehen“, „Aufeinander achten“, „Miteinander kommunizieren und kooperieren“) in einem weiteren Sinn als fächerübergreifende Persönlichkeits- und Sozialerziehung. Ihr Aufgabenfeld der Sozialisation setzt daher vor der eigentlichen Befassung mit dem realen Straßenverkehr bereits im Schonraumlernen an. Erklärtes Bildungsziel ist der mündige, eigenverantwortlich, sicherheitsbezogen und partnerschaftlich denkende und handelnde Mensch, der sich in jeglicher Form des menschlichen Umgangs bewährt. Das sozialpädagogische Leitziel der Verkehrserziehung ist: „die Entwicklung von entsprechender Selbstkompetenz, Sozialkompetenz, Sachkompetenz und Handlungskompetenz“. Die erzieherische Aufgabe besteht darin, die beiden Komponenten Selbstverwirklichung und Sozialkompetenz miteinander zu verbinden und in Einklang zu bringen: „Verkehrserziehung soll beide Seiten der kindlichen Persönlichkeit fördern: Das Kind muss in die Lage versetzt werden, sich selbstständig und selbstbewusst im Verkehr zu bewegen und dabei konsequent seine Verkehrsabsichten zu verfolgen. Es muss aber auch lernen, auf die anderen und ihre Absichten zu achten, Rücksicht zu nehmen und Verantwortung für sich und die anderen mitzutragen.“

### Beispiel Sportpädagogik
Auch die Sporterziehung, die einmal unter den Bezeichnungen Leibeserziehung (BRD) beziehungsweise Körpererziehung (DDR) den Schulsport bestimmte, ist längst kein reines „Bewegungsfach“ mehr, das als Ausgleich zu den „Sitzfächern“ dem Bewegungsmangel entgegenwirken, für emotionale Entspannung im ansonsten strengen Unterrichtsgeschehen sorgen, sportliche Techniken vermitteln und allgemein der körperlich-seelischen Gesunderhaltung dienen soll. Sporterziehung hat darüber hinaus in einem mehrperspektivischen Unterricht über anspruchsvolle mehrdimensionale Methoden ein komplexes Aufgabenfeld zu bedienen, zu dem neben der Entwicklung von Körpergefühl, sportlichen Techniken und Gesundheitsbewusstsein auch kognitive Lernziele und die Aufgabenstellung der Sozialisation in Form des sozialen Lernens gehören.

## Kritik
Sozialisation ist im erziehungswissenschaftlichen Sinn kritisch zu betrachten:
Die Klassiker der Pädagogik gehen von einer nicht-affirmativen Erziehung, also nicht von einer Erziehung im Sinne von Anpassung an die gesellschaftlichen Normen aus. (Vgl. dazu Jean-Jacques Rousseau, Friedrich Schleiermacher, Wilhelm von Humboldt, Johann Friedrich Herbart, Dietrich Benner). Gelungene Sozialisation versetzt das Individuum einerseits in die Lage, bestehende Werte und Normen zu erkennen und zu akzeptieren – andererseits die Normen und Werte auch reflektierend in Frage zu stellen (siehe auch: Internalisierung (Sozialwissenschaften)).
Sozialisation betont häufig die Abhängigkeit unterschiedlicher Generationen voneinander (z. B. Eltern und Kinder). Manchmal wird vergessen, dass sich bestimmte Lernprozesse gerade innerhalb derselben Generation, der Peergroup, abspielen bzw. entscheiden: So ist die Übernahme der Geschlechterrolle nach neueren Untersuchungen relativ früh und eindeutig ein Lernprodukt, das sich aus der Identifikation mit der eigenen Generation entwickelt und wahrscheinlich nicht aus der Auseinandersetzung mit der Eltern-Generation.

## Verwendung in der Biologie
siehe Kulturbegriff in der Biologie und Sozialverhalten aus Sicht der Verhaltensbiologie